# Kuba na Letnich Igrzyskach Olimpijskich 1948
Kubę na Letnich Igrzyskach Olimpijskich1948 reprezentowało 53 zawodników, tylko mężczyzn.

## Zdobyte medale
| Medal  | Zawodnik                                          | Dyscyplina | Konkurencja |
| ------ | ------------------------------------------------- | ---------- | ----------- |
| Srebro | Carlos de Cárdenas Culmell Carlos de Cárdenas Plá | Żeglarstwo | Klasa Star  |